# Збіг обставин (фільм, 2000)
«Збіг обставин» (англ. Auggie Rose) — американська психологічна драма 2000 року.

## Сюжет
Розмірене життя успішного страхового агента Джона Нолана зазнає струсу, коли під час купівлі вина в магазині він опиняється свідком збройного пограбування та вбивства працівника магазину. Смерть незнайомої йому людини справляє на Джона велике враження, підсилене з'ясованим в поліції фактом, що вбитий, Оґгі Роуз, лише за кілька днів до своєї смерті вийшов з в'язниці, відбувши 20-річне ув'язнення за збройне пограбування. Прагнення зрозуміти, що відчував і на що сподівався Оґгі Роуз, вийшовши після стількох років ув'язнення на волю, призводить Джона до переосмислення власного життя.

## В ролях
| Актор               | Роль          |
| ------------------- | ------------- |
| Джефф Голдблюм      | Джон К. Нолан |
| Енн Гейч            | Люсі Браун    |
| Ненсі Тревіс        | Керол         |
| Кім Коутс           | Оґгі Роуз     |
| Тімоті Оліфант      | Рой Мейсон    |
| Річард Тімоті Джонс | офіцер Декер  |